# Hikmat al-Hijri
Hikmat Salman al-Hijri, né le 9 juin 1965 au Venezuela, est un chef spirituel syrien. Il est l'un des trois cheikhs de la communauté druze en Syrie et une figure religieuse et sociale de premier plan dans gouvernorat syrien de Soueïda.

## Biographie
Al-Hijri est né le 9 juin 1965 au Venezuela, où son père travaillait alors. Il retourne en Syrie avec sa famille pour terminer ses études primaires et secondaires. En 1985, il s'inscrit à l'université de Damas pour étudier le droit et a obtenu son diplôme en 1990.
En 2012, Hikmat al-Hijri succède à son frère Ahmed comme chef spirituel de la communauté druze, alors décédé dans un accident de voiture. Cette fonction était héréditaire au sein de la famille depuis le XIXe siècle. Son mandat marqua une scission au sein de la direction religieuse druze : une faction, sous sa direction, s'installe dans la ville de Qanawat, et une autre, dirigée par les cheikhs Hammoud al-Hinnawi et Youssef Jarbou, est basée au sanctuaire d'Aïn al-Zaman, à Soueïda,.
Initialement connu pour son soutien au gouvernement de Bachar al-Assad, Hikmat al-Hijri voit sa popularité décliner au sein de la communauté druze. Avec le déclenchement de la révolution syrienne, il doit faire face à des pressions pour adopter une position claire contre le régime, notamment après que les forces de sécurité ont tué des manifestants. Le 25 janvier 2021, il est insulté par le chef régional des renseignements militaires, Louay al-Ali, lors d'un appel téléphonique concernant un citoyen détenu à Soueïda. L'incident suscite alors une indignation générale et déclenche des manifestations dans la région.
Lors d'une réunion secrète avec une délégation militaire russe en avril de la même année, Hikmat al-Hijri rejette le maintien d'Assad au pouvoir, afin d'empêcher un glissement vers la division, d'assurer le retour des personnes déplacées et de lancer la reconstruction du pays.
Après la chute du régime Assad le 8 décembre 2024, Hikmat al-Hijri appelle à un dialogue national global sous supervision internationale pour établir un gouvernement de transition représentant tous les segments de la société syrienne. Dans une interview télévisée diffusée en janvier 2025, Hikmat al-Hijri souligne qu'il était « bien trop tôt » pour parler de désarmement, considérant la question « totalement inacceptable tant qu'un État n'est pas formé et qu'une constitution n'est pas rédigée pour garantir les droits ».
Le 17 février 2025, Hikmat al-Hijri publie une déclaration soulignant l'unité de la Syrie en tant que terre et peuple, rejetant le séparatisme et la réintégration de fonctionnaires corrompus dans les institutions de l'État. Il appelle à une administration civile technocratique, libre de toute appartenance ethnique, religieuse ou politique, et met en garde contre la perte de l'orientation nationale après la chute du régime.
Hikmat al-Hijri exprime des opinions mitigées sur le président syrien par intérim Ahmed al-Sharaa. Dans une déclaration enregistrée en mars 2025, il nie tout alignement politique avec le gouvernement de Damas, affirmant qu'il était extrémiste et recherché par la justice internationale. Il accuse les autorités de tenter de semer la discorde à Soueïda en nommant des personnalités impopulaires pour représenter le gouvernorat. Il refuse également de reconnaître la nouvelle déclaration constitutionnelle, la qualifiant d'« illogique ».
En juillet 2025, au milieu d'affrontements entre Druzes et Bédouins, Hikmat al-Hijri publie une déclaration avertissant les forces gouvernementales de ne pas intervenir à Soueïda. Après le déploiement des forces gouvernementales, il appelle les combattants druzes à « résister à cette campagne brutale par tous les moyens disponibles ». Il appelle ensuite le président des États-Unis Donald Trump, le Premier ministre israélien Benjamin Netanyahou, le prince héritier saoudien Mohammed ben Salmane et le roi Abdallah II de Jordanie à « sauver Soueïda ». Le 16 juillet, le gouvernement syrien annonce un cessez-le-feu, accepté par l'Autorité religieuse druze, dirigée par les autres cheikhs Hammoud al-Hinnawi et Youssef Jarbou. Hikmat al-Hijri rejette cependant l'accord, affirmant qu'il avait été proclamé par « des gangs armés se faisant faussement appeler un gouvernement ». Après le retrait des forces gouvernementales, au moins 50 civils bédouins sont massacrés par des groupes druzes proches d'Al-Hijri, selon plusieurs rapports,.